# Picon
Pour les articles homonymes, voir Picon (homonymie).
 (octobre 2022).
Si vous disposez d'ouvrages ou d'articles de référence ou si vous connaissez des sites web de qualité traitant du thème abordé ici, merci de compléter l'article en donnant les références utiles à sa vérifiabilité et en les liant à la section « Notes et références ».

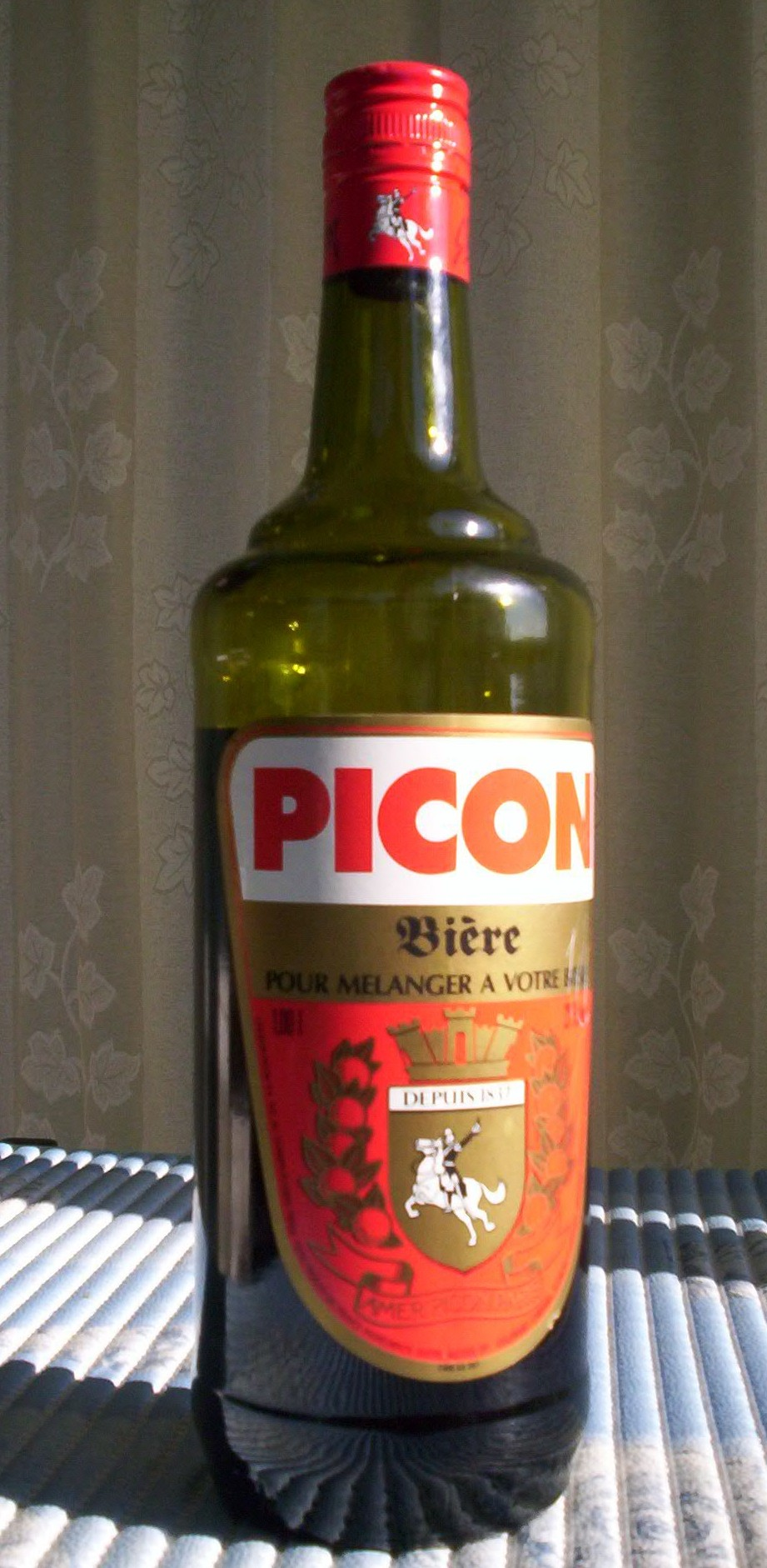
Bouteille de Picon Bière à 21° d'alcool.

Le Picon est la marque commerciale d'un amer de couleur caramel qui accompagne traditionnellement la bière dans l'est et le nord de la France, en Belgique, au Luxembourg, ainsi qu'en Suisse.
Le Picon est  distribué par Campari.
Il est élaboré à base de zestes d'oranges séchés, de racines de gentiane et d'écorce de quinquina, le tout macéré dans une solution d'alcool et additionné de sirop de sucre et de caramel.

## Histoire

### Origines
Wikipédia ne donne pas d'avis médical : seul un professionnel (médecin, pharmacien, etc.) est habilité à le faire.
La famille Picon quitte la province de Gênes pour Marseille en 1815. Là, le jeune Gaétan Picon (1809-1882) devient apprenti dans une distillerie.
Plus tard, engagé dans l'armée française lors de la conquête de l'Algérie, il attrape comme tant de ses camarades une « fièvre maligne» et invente alors une mixture à base de zestes d'orange, de quinquina et de gentiane macérés dans de l'eau-de-vie censées présenter des propriétés fébrifuges et désaltérantes[source secondaire nécessaire].
Fixé à Philippeville en 1832, puis à Alger, il améliore sa formule et la commercialise, à partir de 1837, comme apéritif sous le nom d'« Amer Africain ».
En 1862 a lieu l'Exposition universelle de Londres. Le gouvernement français invite les industriels français à y prendre part. Le sous-préfet de Philippeville, Jean-Baptiste Nouvion, insiste auprès de Gaétan Picon dans ce sens, mais celui-ci refuse. Malgré tout, le sous-préfet expédie une caisse d'amer africain à Londres et la boisson y gagne une médaille de bronze, ce qui lance sa réputation,.
Gaétan Picon, rentré en métropole, crée sa première usine de fabrication du Picon (titrant à l'époque 21°), désormais appelé ainsi, à Marseille. 
L'amer est souvent contrefait au XIXe siècle, ce qui fut l'objet de nombreuses procédures judiciaires.

### De nos jours
Depuis 1989, le Picon titre 18°.
En 1995, la marque lance le Picon club, destiné à être bu en cocktail avec du vin blanc, et crée plus tard le Picon citron, où des écorces de citron sont ajoutées au mélange.
En mai 2022, Campari annonce l'acquisition du Picon pour 119 millions d'euros à Diageo.
Il existe la saucisse au Picon, ou Piconwurst (en francique lorrain, une langue locale), fabriquée dans la ville d'Amnéville, en Moselle, dans la région historique de Lorraine.

## Dans la culture populaire

### Au cinéma
Dans le film Pré-Code Le Dernier Vol (1931), du réalisateur allemand William Dieterle, qui raconte les aventures d'un groupe d'aviateurs américains noyant leurs angoisses dans les bars parisiens à l'issue de la Première Guerre mondiale, Richard Barthelmess (jouant le rôle de Cary) commande deux Picon citron pour lui et Helen Chandler (jouant le rôle de  Nikki). Devant la surprise de la jeune femme, il ajoute : « Très rafraîchissant ! Pour rire et s'amuser ».
Dans Marius (1931) de Marcel Pagnol, on assiste à la préparation d'un Picon-Curaçao-Citron dans la fameuse scène du « verre à quatre tiers » avec Raimu et Pierre Fresnay.
Dans Un singe en hiver (1962) de Henri Verneuil, Gabriel Fouquet (Jean-Paul Belmondo) s'enivre au Picon-bière dans un café de Tigreville, près de Deauville. C'est le départ d'une course au rêve et à l'ivresse entre Fouquet et le patron de son hôtel, Albert Quentin, interprété par Jean Gabin,.
Dans Le père Noël est une ordure (1982), de Jean-Marie Poiré, Zézette, le personnage joué par Marie-Anne Chazel, accuse son amant Félix d'avoir bu trop de Picon-bière.

### Dans la chanson
Dans le poème Père nourricier de Camille François, mis en musique par Bourvil sur son disque Bourvil récite 9 poèmes de Camille François (1957), un père s'adressant à son bébé exprime son désir de boire du Picon : « Ce que je veux, c'est porter la culotte. Boire le Pernod, le Picon citron. Jouer au billard, à la belote. Oh ! Nom d'une pipe, c'est l'heure du biberon ».
Dans sa chanson Pochtron ! sur l'album Morgane de toi (1983), le chanteur Renaud consacre quelques vers au Picon : « Le Picon-bière, c'est redoutable. Même les Belges y s'y aventurent pas. Ça vous fait glisser sous la table. Comme un rat ».
Patricia Kaas, dans la chanson Elle voulait jouer cabaret tirée de son premier album studio Mademoiselle chante... (1988), évoque « Un fond de Picon-bière qui rend à moitié fou ».
Mano Solo, dans la chanson Julie, extraite de son premier album studio La marmaille nue chante : « Fais monter la pression Julie. Et pendant qu't'y es, mets-y un peu d'picon ». Le même artiste, dans la chanson Soir de retour , extraite de son deuxième album studio Les années sombres (1995), dépeint une soirée dans un bar de Pigalle où l'on boit du Picon-bière : « Et tout glisse au Noctambules, un Picon-bière, le même que dans la France entière ».
Dans sa chanson Le Moucheron , extraite de l'album Qu4tre (1999), Thomas Fersen narre l'histoire d'un jeune homme désœuvré se désaltérant d'un Picon : « Autant aller prendre un pot. Pour procurer du repos. À mes pieds, à mon cerveau. Oui, mais voilà qu'à nouveau. Un moucheron. Tourne en rond. Tourne en rond. Dans mon Picon ».
Dans la chanson Marée basse, issue de l'album Lave-toi la bouche (2000), le groupe de rock français Les Amis d'ta femme réclame au patron d'un bar « Un bon demi bien frais », en ajoutant que « pour y mettre du goût, le Picon, y a qu'ça d'vrai ».
Yves Jamait, dans la chanson Ok, tu t'en vas, extraite de l'album De verre en vers... (2003), promet à la femme qui vient de le quitter « de [lui] écrire des vers, si jamais [elle] ramène du Picon pour les bières ».
Le rappeur de Fontenay-le-Comte, MC Circulaire, dans sa chanson Demain c'est trop tard (2006) évoque une jeunesse rurale désœuvrée s'enivrant à la  « Valstar, Jenlain, Picon et amer alsacien ».
Le groupe de rock français Mickey 3D, dans la chanson 1988, extraite de son cinquième album La Grande Évasion (2009), souhaite « Retrouver le goût du Picon, de l'Ardèche et puis de l'été ».

### Dans la photographie
Le photographe français Robert Doisneau immortalisa à deux reprises le même objet publicitaire à la gloire de l'apéritif Picon. Il s'agit d'une imposante bouteille, d'une hauteur de deux mètres, qui trônait au dessus d'un café situé au croisement du boulevard Richard-Lenoir et de la rue Moufle dans le 11e arrondisement de Paris. Cette grosse bouteille  est visible dans deux photographies de 1959 et de 1961. La photo de 1961, représentant un père et son fils poussant une trottinette devant le café, est celle sur laquelle la publicité pour l'apéritif apparaît le plus clairement. Surplombant les deux protagonistes, on lit en effet clairement les inscriptions « Amer Picon depuis 1837 », apposées sur la grosse bouteille.
Transformée en bouteille de sirop de cassis puis peinte en rouge quelques années plus tard, la grosse bouteille publicitaire a finalement été détruite en 2019, de même que le café du même nom, pour laisser la place au jardin Truillot. Malgré une mobilisation destinée à le sauvegarder, cet étonnant objet publicitaire n'a cependant pas survécu en raison de son mauvais état et de l'impossibilité de le rénover. À la suite d'une consultation des habitants du 11e arrondissement, la mairie a cependant décidé de conserver une trace de la grosse bouteille en installant en 2018 une reproduction de la photo de Robert Doisneau datée 1961 sur la façade d'un immeuble jouxtant le jardin Truillot.